# 2024 ON
2024 ON es un objeto cercano a la Tierra con una longitud de alrededor de 350 metros que pasó cerca de la Tierra el 17 de septiembre de 2024 a una distancia de 620,000 millas (1,000,000 km). Fue descubierto por ATLAS-MLO, Mauna Kea el 27 de julio de 2024. Las observaciones de radar mostraron que 2024 ON es un objeto binario de contacto.